# Robert Siatka
Robert Siatka (Le Martinet, 20 giugno 1934) è un ex calciatore francese, di ruolo difensore.

## Carriera
Vinse per cinque volte il campionato francese (1955, 1958, 1960, 1962 con lo Stade Reims e 1965 con il Nantes) e per una volta la Coppa di Francia (1958).

## Palmarès

### Club

#### Competizioni nazionali
- Campionato francese: 5

Stade Reims: 1954-1955, 1957-1958, 1959-1960, 1961-1962
Nantes: 1964-1965
- Coppa di Francia: 1

Stade Reims: 1957-1958